# Megasema maerens
Megasema maerens är en fjärilsart som beskrevs av Franz Dannehl 1925. Megasema maerens ingår i släktet Megasema och familjen nattflyn. Inga underarter finns listade i Catalogue of Life.